# Station Darłowo
Station Darłowo was een spoorwegstation in de Poolse plaats Darłowo.